# Érolaszi
Érolaszi (románul: Olosig) falu Romániában, Bihar megyében.

## Fekvése
Az érmelléki hegyek egyik fennsíkján, a Nagyvárad-Szilágysomlyó vasútvonal közelében fekvő település.
Közigazgatásilag a tőle 5 km-re fekvő Székelyhídhoz tartozik.

## Története
Érolaszi 11-12. századi olasz telepítésű falu.
Első említése 1215-ből Olazy, majd 1291-1294-ből Eng-Olazi és villa Olozi formában. A 18. században németeket is telepítettek ide, ekkor Sváb-Olaszinak nevezték. Váradolaszi néven is említik.
1282-ben Olaszi lakói a váradi dombon birtokoltak szőlőt egy oklevél szerint. Akkor a váradi püspök birtoka volt. 1325-ben Cyne Péter a település birtokosa, aki Károly Róbert királytól vámszedő jogot nyert, de később elvesztette e jogát. 1332-es pápai tizedjegyzék szerint már egyházas hely volt. Ekkor már jelentős falu lehetett a magas tized miatt. 1466-ban a Csáky család birtoka volt. Érolaszi a Hontpázmány nemzetség birtoka volt, a nemzetség tagjait még 1562-ben is említették.
A török uralom idején a város lakatlan volt (1692). 1828, 1851-ben települt be újra emberekkel.
Az 1800-as évek elején birtokosai voltak a Bernáth, Boronkay, Dráveczky, Bónis, Elek, Okocsányi, Ottlik, Sárossy, Szártóry, Tihanyi családok. A 20. század elején Vásárhelyi Imre birtoka volt.
A település határában feküdt egykor Véd nevű község is, melynek egyházát a fennmaradt oklevelek már 1334-ben említik.

## Lakossága
1910-ben 769 magyar lakosa volt. 1930-ban már csak 717, míg 1980-ban mindössze 675 a lakosok száma. 1992-ben 574 lelket számoltak.

## Nevezetességek
- Református temploma - 1858-ban épült

## Itt születtek, itt éltek
- Kövessi Ferenc - Növényfiziológus, biológus, egyetemi tanár 1875. március 18-án itt született.